# الداودية
 الداودية
```
هي إحدى القرى 
اللبنانية
 من قرى 
قضاء صيدا
 في 
محافظة الجنوب
.تتبع إدارياً لبلدة المروانية
```

## الموقع
تقع بين بلدتي النجارية والمروانية، طحيت بها اشجار السرو والصنوبر ويقع في نصفها مقالع الحجارة التي تنتج «احجار الداووديًّة». تبعدعن العاصمة بيروت ما يقارب 56كلم، كما تبعد عن مدينة صيدا 15كلم، وعن صور 30 كلم، اما عن مدينة النبطية فتبعد ما يقارب ال16كلم، وهذا ما يجعلها قرية مهمّة جغرافيًا وقريبة من جميع المدن المهمّة.

## الاسم
```
يعود اسمها إلى اسم 
النبي داوودالذي
 يقال انه كان يلجأ إليها احيانًا وقد سمي مسجد القرية باسم 
النبي داوود
```

## عائلاتها
تتألف الداودية من عائلتين هما: دياب، كوثراني.

## تاريخها
كانت هذة القرية بمثابة مزرعة وكانت من الأملاك التابعة لخنجر بك. وبقيت له ولورثته حتى الثلاثينيات من القرن العشرين وكان أول من عمل بها الحاج ابوعلي كوثراني الذي كان أول من عمل «بحجارة الداودية», ومن ثم لجأ أليها والد القرية الحاج عيسى دياب في خمسينات القرن العشرين مع عياله وزوجته وأقاموا بها بعدما كانوا قانتين في منطقة خربة البصل التابعة الآن إلى بلدة النجارية، والتي سبقتها بلدة القنيطرة التي تعتبر أم آل دياب القانتين الآن في الداودية.وبعدها أقاموا في الداودية وبنوا فيها بيوتهم ومسجدًا للصلاة.واللآن تضم هذه القرية ما بين الخمسين والستين منزلًا بالإضافة إلى مسجدين و3 معامل التي تستخرج «حجر الداودية».